# Algimantas Žižiūnas
Algimantas Žižiūnas (10. ledna 1940, Kaunas – 15. února 2023) byl litevský fotograf, který pracoval v oblasti portrétu, etnografie, dokumentu a fotožurnalistiky.

## Životopis
Žižiūnas se narodil v Kaunasu v Litvě dne 10. ledna 1940.
V letech 1956 až 1957 se Žižiūnas účastnil akcí ke svátku Všech svatých v Kaunasu v Litvě. Tyto události byly reakcí studentů na akce, které se odehrály v maďarské revoluci v roce 1956. Žižiūnasovo jednání mělo za následek jeho uvěznění na několik dní. Od té doby byl Žižiūnas předmětem zájmu KGB. Dne 23. října 2006, v den 50. výročí maďarské revoluce, obdržel Žižiūnas od maďarského velvyslanectví „děkovné dopisy“.
V roce 1963 absolvoval Žižiūnas Technickou školu potravinářského průmyslu v Kaunasu. Dva roky byl zaměstnán ve vinařství Anykščiai. V roce 1965 se Žižiūnas zapsal na univerzitu ve Vilniusu ke studiu žurnalistiky. V té době byl zaměstnán v redakci okresních novin Anykščiai. Žižiūnas zorganizoval první výstavu amatérských fotografů v okrese Anyksciai.
V roce 1970 se Žižiūnas přestěhoval do Vilniusu a pracoval pro různé redakce a nakladatelství. Stal se členem Svazu litevských uměleckých fotografů a později vstoupil do Svazu litevských novinářů.

## Umělecká kariéra
Žižiūnasova umělecká kariéra začala v roce 1977 portfoliem fotografických portrétů nazvaným Faces and Thoughts. Své práce vystavoval v Litvě i v zahraničí. V roce 2003 byla jeho práce publikována v Factum Lithuanian Book of Records (2003). Dne 11. listopadu 2005 mu byl jménem ministra kultury litevské vlády udělen titul „umělecký tvůrce“. Žižiūnas pracoval jako novinář a umělecký fotograf až do roku 2007. Získal dvě zlaté medaile za výstavy se Svazem litevských uměleckých fotografů a stříbrnou medaili za účast na mezinárodní fotografické výstavě.

## Literární kariéra
Žižiūnas psal poezii, povídky a fotoromány. Mezi jeho díla pro děti patří báseň Tajemství ledové díry (2005). Jeho práce byly publikovány v dětském časopise Bitutė (Včela) a novinách Kregždutė (Vlaštovka).

## Vybraná díla
- Žena-88 v Československu.
- Anykščiai (1963–2007)
- Novináři (1965–2007)
- Litevská příroda (1958)
- Momenty (1965–2007)
- Ach, ta hudba! (mezi 1969–2007)
- Ruce (1970–2007)
- Ančiškis – Střední Litva (1970–2007)
- Poloostrov Kola (1974–1990)
- Tváře a myšlenky (1977–2007)
- Visions (1977–1990)
- Moře (1978–2007)
- Kde Ural, Sibiř (1972–1987)
- Turkmenistán (1989)
- Umělci (1970–2007)
- Vědci (1970–2007)
- Divadlo (1970–2007)

## Fotografické sbírky
- Litevský svaz uměleckých fotografů, Vilnius
- Litevské muzeum umění, Vilnius
- Národní knihovna Martynase Mažvydase, Vilnius